# Bitburgo
Bitburgo (en alemán: Bitburg, pronunciación: /ˈbɪtˌbʊʁk/ⓘ) es una ciudad de Alemania, capital del distrito de Bitburg-Prüm, del estado federado de Renania-Palatinado.
Se encuentra a 25 kilómetros al noroeste de Tréveris y a 50 kilómetros al noreste de la ciudad de Luxemburgo.

## Historia
El nombre de 'Bitburg' proviene del topónimo celta Beda. En español es traducido como 'Bitburgo', dado que todos los nombres de ciudades que terminan en -burg se traducen en «-burgo».
La ciudad surgió cerca de 2000 años atrás, como un lugar de paso entre Lyon, Metz y Tréveris hacia Colonia. Se la menciona por primera vez como Vicus Beda. El emperador romano Constantino I expandió el asentamiento con un castillo en el año 330, el cual forma parte del centro de la ciudad hoy en día. Posteriormente perteneció a Franconia.
En el siglo X estaba integrada en el condado de Luxemburgo (luego ducado), y en 1443 en el condado de Borgoña. En 1482 perteneció primero a los Habsburgo, luego a los españoles, y en 1714 pasó a los Países Bajos Austríacos. En 1794 se encontraba bajo administración francesa.
En 1815 por resolución del Congreso de Viena, Bitburgo fue transferida al Reino de Prusia, mientras que hasta 1822 perteneció administrativamente como ciudad de distrito de la provincia del Bajo Rin (Niederrhein), y luego a la provincia del Rin.
Como el resto de las zonas aledañas al Eifel, Bitburgo era una ciudad muy pobre. La economía comenzó a crecer con el fortalecimiento de Adolf Hitler en el poder durante la Alemania nazi y las medidas para crear una infraestructura importante para la guerra.
El 24 de diciembre de 1944 fue bombardeada, y su destrucción fue casi total. Un 85% de la ciudad se vio afectada. Como consecuencia, el ejército de Luxemburgo tomó el control de la ciudad hasta 1955, año en el que fue entregado a los franceses. A finales de los 80, todas las tropas francesas y de la OTAN se retiraron del lugar.
La ciudad de Bitburgo es la sede de la fábrica de cervezas Bitburger, fundada en 1817, una de las mayores cerveceras alemanas y de las más conocidas en el país.